# John Maxwell Coetzee
John Maxwell Coetzee sinh ngày 9 tháng 2 năm 1940 tại Cape Town (Nam Phi), là anh cả trong gia đình hai anh em. Mẹ ông dạy tiểu học. Cha là luật sư tập sự nhưng chỉ làm cầm chừng, và trong những năm 1941–45 phục vụ trong quân đội Nam Phi chiến đấu tại Bắc Phi và Ý. Mặc dù cha mẹ không phải dòng dõi người Anh nhưng ở nhà nói tiếng Anh.
Coetzee học tiểu học tại thành phố Cape Town và Worcester, Western Cape, và sau đó học trường đạo Thiên Chúa cũng ở thành phố Cape Town và trúng tuyển vào đại học năm 1956.
Năm 1957, Coetzee lên Đại học Cape Town, và trong hai năm 1960 và 1961 - theo thứ tự - ra trường với bằng danh dự Văn chương Anh và Toán. Từ 1962 đến 1965 ông làm thảo chương điện toán ở London trong khi nghiên cứu để viết luận án về nhà văn người Anh Ford Madox Ford.
Năm 1963 ông kết hôn với Philippa Jubber (1939–1991), và họ có hai con: Nicolas (1966–1989) và Gisela (sinh năm 1968).
Năm 1965 Coetzee học cao học tại Đại học Texas tại Austin, và đến năm 1968 đậu bằng Tiến sĩ với luận án tiến sĩ viết về việc dùng máy tính trong phân tích các tiểu thuyết của Samuel Beckett.
Trong ba năm, từ 1968 đến 1971, Coetzee làm giáo sư phụ giảng môn văn chương Anh tại Đại học Tiểu bang New York tại Buffalo. Sau khi đơn xin thường trú Hoa Kỳ bị từ chối, vì ông tham gia phong trào phản chiến, ông trở về lại Nam Phi. Từ năm 1972 đến 2000, ông giữ nhiều chức vụ tại Đại học Cape Town, và cuối cùng là giáo sư chính thức môn văn chương Anh.
Giữa năm 1984 và 2003 ông dạy thường xuyên tại Hoa Kỳ: Đại học Tiểu bang New York, Đại học Johns Hopkins, Đại học Harvard, Đại học Stanford và Đại học Chicago, nơi mà trong sáu năm ông là thành viên của Ủy ban Tư tưởng Xã hội.
Coetzee bắt đầu viết tiểu thuyết năm 1969. Tác phẩm đầu tiên Dusklands, xuất bản tại Nam Phi năm 1974. In the Heart of the Country (1977) đoạt giải văn chương Nam Phi, giải CNA, và xuất bản tại Anh và Mỹ. Waiting for the Barbarians (1980) được quốc tế ngợi khen. Danh tiếng của ông được khẳng định bởi Life & Times of Michael K (1983), đoạt giải Booker Kế đó là Foe (1986), Age of Iron (1990), The Master of Petersburg (1994) và Disgrace (1999), lại đoạt giải Booker một lần nữa. Ông cũng đoạt Giải Jerusalem năm 1987.
Coetzee cũng viết hai hồi ký tiểu thuyết, Boyhood (1997) và Youth (2002). The Lives of Animals (1999) là một tập thuyết trình tiểu thuyết hóa, sau đó cho in chung vào Elizabeth Costello (2003). White Writing (1988) là một bộ tiểu luận về văn chương và văn hóa Nam Mỹ. Doubling the Point (1992) gồm những bài tiểu luận và phỏng vấn với David Attwell. Giving Offense (1996) là một nghiên cứu về kiểm duyệt văn chương. Stranger Shores (2001) là tập hợp những tiểu luận văn chương sau này.
Coetzee còn là một phiên dịch viên xuất sắc, từ tiếng Hà Lan và tiếng Afrikaan sang tiếng Anh.
Năm 2002 Coetzee di cư sang Úc, sống với người vợ sau Dorothy Driver ở Adelaide, nơi ông giữ một chức vụ danh dự tại Đại học Adelaide.
Năm 2003, ông vinh dự nhận giải Nobel văn chương danh giá. "Là nhà phê bình chân thật và những tác phẩm có kết cấu tốt, sự xuất sắc trong phân tích, đối thoại giàu tính tư tưởng"

## Những tác phẩm đã xuất bản tại Việt Nam
- Ruồng bỏ (Disgrace)
- Cuộc đời và thời đại của Michael K (Life & Times of Michael K)
- Giữa miền đất ấy (In the heart of country)

## Tác phẩm
- Dusklands (1974), tập truyện vừa
- In the Heart of the Country (Giữa miền đất ấy, 1977), tiểu thuyết
- Waiting for the Barbarians (Đợi bọn mọi, 1980), tiểu thuyết
- Life & Times of Michael K (Cuộc đời và thời đại của Michael K, 1983), tiểu thuyết
- Truth in Autobiography (1984), phê bình
- Foe (Kẻ thù, 1986), tiểu thuyết
- White Writing: On the Culture of Letters in South Africa (Lối viết trắng: về văn hóa viết ở Nam Phi, 1988), tập tiểu luận
- Age of Iron (Thời đại Sắt, 1990), tiểu thuyết
- Doubling the Point: Essays and Interviews (1992), tập tiểu luận, phỏng vấn
- The Master of Petersburg (Bậc thầy của Peterburg, 1994), tiểu thuyết
- Giving Offense: Essays on Censorship (1996), nghiên cứu
- Boyhood: Scenes from Provincial Life (Thời niên thiếu, 1997), tiểu thuyết tự truyện
- Disgrace (Ruồng bỏ, 1999), tiểu thuyết
- The Lives of Animals (1999), tập truyện ngắn
- The Novel in Africa (Tiểu thuyết ở châu Phi, 1999), phê bình
- Stranger Shores: Literary Essays, 1986–1999 (2001), tập tiểu luận văn chương
- Youth: Scenes from Provincial Life II (Thời thanh niên, 2002), tiểu thuyết tự truyện
- Elizabeth Costello (2003), tiểu thuyết
- Slow Man (Người chậm, 2005), tiểu thuyết
- Diary of a Bad Year (Nhật ký của một năm tồi tệ, 2007), tiểu thuyết
- Inner Workings: Literary Essays, 2000–2005 (2007), tập tiểu luận
- Summertime (2009), tiểu thuyết tự truyện
- Scenes from Provincial Life (2011), tiểu thuyết tự truyện
- The Childhood of Jesus (Thời thơ ấu của Jesus, 2013), tiểu thuyết
- Here and Now: Letters, 2008-2011 (Xưa và Nay, 2013), tập thư từ
- Three Stories (Ba truyện ngắn, 2014), tập truyện ngắn
- The Good Story: Exchanges on Truth, Fiction and Psychotherapy (2015) với Arabella Kurtz
- The Schooldays of Jesus (Những ngày tháng ở trường học của Jesus, 2016), tiểu thuyết
- Late Essays: 2006-2017 (2017), tập tiểu luận
- The Death of Jesus (Cái chết của Jesus, 2020), tiểu thuyết